# Euphemia, 6. Countess of Ross
Euphemia, 6. Countess of Ross (auch Eupheme Ross) (* 1345; † zwischen 5. September 1394 und 1399) war eine schottische Adlige.

## Herkunft
Euphemia entstammte der Familie Ross, die sich nach dem Gebiet Ross in den Highlands benannte. Sie war die älteste Tochter von Uilleam, 5. Earl of Ross und von dessen Frau Mary of Islay.

## Ehe mit Walter Leslie
Euphemias Vater stand in den 1360er Jahren in Opposition zur Politik von König David II. Dieser setzte vor 1366 durch, dass Euphemia den Ritter Sir Walter Leslie, einen loyalen Gefolgsmann des Königs, heiratete. 1370 erreichte der König, dass nicht Hugh, ein Bruder ihres Vaters, sondern Euphemia und ihr Gatte Erben des Earldom Ross und von der Isle of Skye wurden. Nach dem Tod ihres Vaters Anfang 1372 erbten sie und ihr Mann die Besitzungen ihres Vaters. Rechtmäßig war sie Countess of Ross, doch so nannte sie sich bei nur einer Gelegenheit. In der Regel wurde sie als Lady Ross und ihr Mann als Lord of Ross tituliert.
Aus der Ehe mit Walter Leslie hatte sie zwei Kinder:
- Alexander Leslie, 7. Earl of Ross
- Mary Leslie (auch Mariota) ⚭ Donald, Lord of the Isles

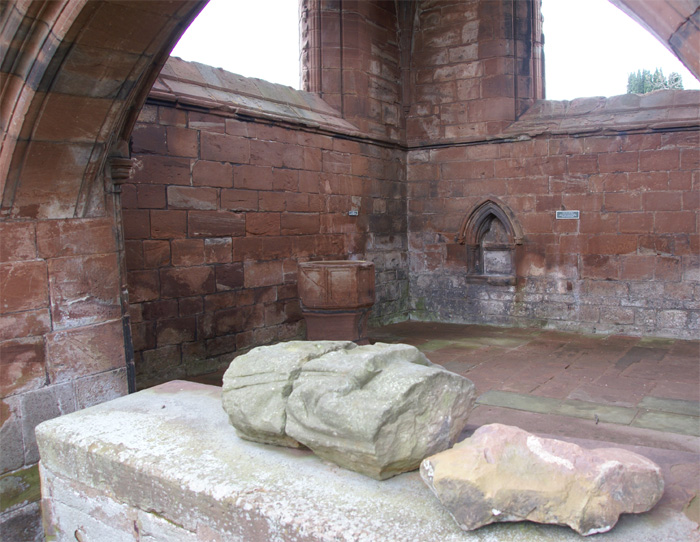
Reste des Grabdenkmals von Euphemia in der Ruine der Kathedrale von Fontrose

## Zweite Ehe mit Alexander Stewart
Nach dem Tod ihres ersten Mannes am 27. Februar 1382 heiratete Euphemia noch im selben Jahr Alexander Stewart, einen jüngeren Sohn von König Robert II. Kurz nach der Heirat wurde ihr Mann, der später als Wolf of Badenoch berüchtigt wurde, zum Earl of Buchan erhoben. Alexander übernahm auch die Verwaltung von Ross, doch 1392 ließ Euphemia die Ehe, die kinderlos geblieben war, aufheben und übernahm wieder selbst die Verwaltung ihrer Besitzungen. Die letzte von ihr besiegelte Urkunde stammt vom 5. September 1394. Sie wurde in der Kathedrale von Fortrose beigesetzt. Ihr Erbe wurde ihr Sohn Alexander aus ihrer ersten Ehe. 